# Nóra Horváth
Nóra Horváth (* 20. August 1986 in Szombathely) ist eine ehemalige ungarische Fußballspielerin. Sie spielte im Mittelfeld.

## Karriere

### Verein
Tájmel begann ihre Karriere 1997 beim Viktória FC-Szombathely und wechselte im Sommer 2012 zum österreichischen Bundesligisten FC Südburgenland.

### Nationalmannschaft
Horváth gehört zum erweiterten Kader der A-Nationalmannschaft von Ungarn, kam jedoch nie zu einem Länderspieleinsatz. Zuvor spielte sie zwischen 2002 und 2004 12 Länderspiele für die U-19 Ungarns.

## Erfolge
Magyar bajnokság
- 2003/04, 2008/09

Magyar kupa
- 2008, 2009